# 도펠죌트너
도펠죌트너(독일어: Doppelsöldner→두 배로 받는 용병)는 16세기 독일에서 선봉에 섰던 란츠크네흐트 고참병들을 말한다. 이들은 선봉에 서서 싸웠기 때문에, 그만큼 큰 위험을 감수해야 했고, 따라서 전후에 받는 보수의 양도 배로 늘려 받을 수 있었다. 그 양은 다른 란츠크네흐트의 4배에 달하는 양이었다. 이들은 원래 막시밀리안 2세가 고용한 용병들이었다. 당시는 화려한 복장이 주류를 이뤘던 시대로 도펠죌트너는 줄무늬 바지, 활동성을 위해 부풀린 소매, 커다란 깃털이 달린 모자, 길게 트인 화려한 장식의 군복을 착용했다.
도펠죌트너들은 일반적으로 츠바이핸더라는 거대한 크기의 양손검을 익혔는데, 이들에게는 일반적으로 두 배의 보상이 주어졌다. 츠바이핸더를 사용한 것은 파이크 방진이 일반화된 16세기 당시 같은 파이크 군단간의 대치에서 상대 부대의 파이크 방진을 깨드릴 방법이 필요했기 때문으로, 도펠죌트너의 역할은 스페인의 테르시오 방진에서의 로델레로와 유사했다고 볼 수 있다. 이들은 란츠크네흐트의 주 경쟁상대였던 스위스 용병들을 주로 상대했으며, 이는 큰 성과를 거두었다. 한편 츠바이핸더의 사용은 신성 로마 제국 황제였던 프레데릭 3세에 의해 1487년 승인받은 이래 성 마르코라는 펜싱 조직에 의해 독점되기도 했다.

## 같이 보기
- 란츠크네히트
- 츠바이핸더